# Klassisk Kalvik II
Klassisk Kalvik II är ett musikalbum med Finn Kalvik. Albumet innehåller nyinspelningar av tidigare utgivna låtar av Kalvik, ackompanjerad av Kristiansand Symfoniorkester och utgavs 2005 av skivbolaget DaWorks Music Publishing.

## Låtlista
1. "Normann Andersen" (Finn Kalvik) – 3:52
2. "Alle som blir igjen" ("Song for Guy" – Elton John/Finn Kalvik) – 4:18
3. "Trøstevise" (Finn Kalvik/Benny Andersson) – 4:16
4. "Livet og leken" (Finn Kalvik) – 3:49
5. "Aldri i livet" (Finn Kalvik) – 3:47
6. "Sommerøya" (Inger Hagerup/Finn Kalvik) – 3:07
7. "Samfunnshus blues" (Finn Kalvik) – 3:17
8. "Velkommen – farvel" (Finn Kalvik/Ted Gärdestad/Erik Fosnes Hansen) – 4:01
9. I jomfruens tegn" (Finn Kalvik/Ted Gärdestad) – 2:49
10. "Å være barn en sommerdag" (André Bjerke/Finn Kalvik) – 3:02
11. "Min elskede kom hjem i går" (Inger Hagerup/Finn Kalvik) – 2:06
12. "Måken (André Bjerke/Finn Kalvik) – 2:31
13. "Trøstevise" (Finn Kalvik/Benny Andersson) – 4:16

- Låtskrivare inom parentes.

## Medverkande
Musiker
- Finn Kalvik – sång, akustisk gitarr
- Kristiansand Symfoniorkester – orkester
- Stein Berge Svendsen – piano, dragspel
- Kjell Harald Litangen – gitarr
- Hans Einar Apelland – basgitarr
- Gunnar Augland – trummor
- Eldar Nilsen – dirigent
- Daniel Perek – konsertmästare
- Sindre Hotvedt – instrumentering
- Marian Lisland – bakgrundssång
- Malene Kalvik – sång (på "Aldri i livet")
- Frank Brodahl – flygelhorn (på "Sommerøya")
- Bjørn Berge – gitarr (på "Samfunnshus blues")
- Amund Maarud – gitarr (på "Samfunnshus blues")
- Kjersti Vindal – harpa (på "Aldri i livet" och "I jomfruens tegn")
- Hans Olav Gorset – flöjt (på "Min elskede kom hjem i går")

Produktion
- Stein Berge Svendsen – musikproducent
- Thomas Wolden – ljudtekniker
- Tore Teigland – ljudtekniker, ljudmix
- Kjetil Ulland – tekniker
- Jørn Dalchow – fotograf, omslagsdesign
- Hans Otto Nesbø – fotograf